# Drapeau de Melilla
Le drapeau de Melilla, ville autonome espagnole enclavée sur la côte du Maroc, se compose d’un champ bleu frappé des armes de la ville en son centre.